# Stovpne, Poliske
Stovpne (în ucraineană Стовпне) este un sat în comuna Vovcikiv din raionul Poliske, regiunea Kiev, Ucraina.

## Demografie
Componența lingvistică a localității Stovpne
     Ucraineană (100%)
Conform recensământului din 2001, toată populația localității Stovpne era vorbitoare de ucraineană (100%).